# 施伦-德拉托
施伦-德拉托（德語：Schloen-Dratow）是德国梅克伦堡-前波美拉尼亚州的市镇，隶属于梅克伦堡湖区县。总面积为36.38平方千米，截至2023年12月31日总人口为847人。